# Toroloofbuulbuul
De toroloofbuulbuul (Phyllastrephus hypochloris) is een zangvogel uit de familie Pycnonotidae (buulbuuls).

## Verspreiding en leefgebied
Deze soort komt voor in de wouden van noordoostelijk Congo-Kinshasa tot het uiterste zuidoosten van Zuid-Soedan, Oeganda en westelijk Kenia.

## Status
De grootte van de populatie is niet gekwantificeerd maar de soort wordt omschreven als doorgaans schaars maar in sommige bossen algemeen. Op de Rode lijst van de IUCN heeft deze soort de status niet bedreigd.